# أندرو شوي
أندرو شوي (بالإنجليزية: Andrew Shue)‏ هو لاعب كرة قدم وممثل أمريكي، ولد في 20 فبراير 1967 في الولايات المتحدة.

## أعمال

### أفلام
- (1984) فتى الكاراتيه[5][6][7]
- (1988) كوكتيل
- (1997) صانع المطر[8]
- (2007) غراسي

### مسلسلات
- ملروس بليس

## وصلات خارجية
- أندرو شوي على موقع IMDb (الإنجليزية)
- أندرو شوي على موقع ألو سيني (الفرنسية)
- أندرو شوي على موقع أول موفي (الإنجليزية)
- أندرو شوي على موقع قاعدة بيانات الأفلام السويدية (السويدية)
- أندرو شوي على موقع إن إن دي بي (الإنجليزية)
- أندرو شوي على موقع قاعدة بيانات الفيلم (الإنجليزية)
- أندرو شوي على موقع كينوبويسك (الروسية)